# Tyga
Micheal Ray Stevenson (Compton, 19 november 1989), bekend als Tyga, is een Amerikaanse rapper. Zijn artiestennaam is een acroniem voor "Thank you God always".
Tyga is van Vietnamese en Jamaicaanse afkomst. In 2008 maakte hij zichzelf bekend bij het grote publiek met zijn eerste single "Coconut Juice", met Travie McCoy. In 2011 tekende hij bij de platenlabels Young Money Entertainment, Cash Money Records en Republic Records. Zijn eerste album bij het label, Careless World: Rise of the Last King, bevatte de hits "Faded", "Far Away" en "Make It Nasty".
In 2013 bracht hij zijn derde album Hotel California uit. In 2015 bracht hij de albums Fan of a Fan: The Album met Chris Brown en The Gold Album: 18th Dynasty uit.

## Discografie

### Studioalbums
- No Introduction (2008)
- Careless World: Rise of the Last King (2012)
- Hotel California (2013)
- The Gold Album: 18th Dynasty (2015)
- BitchImTheShit2 (2017)
- Kyoto (2018)
- Legendary (2019)

## Hitnoteringen

### Albums
| Album met hitnotering(en) in de Vlaamse Ultratop 200 albums | Datum van verschijnen | Datum van binnenkomst | Hoogste positie | Aantal weken | Opmerkingen   |
| ----------------------------------------------------------- | --------------------- | --------------------- | --------------- | ------------ | ------------- |
| Careless world - rise of the last king                      | 17-02-2012            | 30-06-2012            | 117             | 7            |               |
| Hotel California                                            | 05-04-2013            | 20-04-2013            | 172             | 1            |               |
| Fan of a fan - the album                                    | 20-02-2015            | 28-02-2015            | 51              | 9            | x Chris Brown |
| Legendary                                                   | 07-06-2019            | 15-06-2019            | 45              | 3            |               |

### Singles
| Single met hitnotering(en) in de Vlaamse Ultratop 50 | Datum van verschijnen | Datum van binnenkomst | Hoogste positie | Aantal weken | Opmerkingen                                 |
| ---------------------------------------------------- | --------------------- | --------------------- | --------------- | ------------ | ------------------------------------------- |
| Rack city                                            | 23-01-2012            | 10-03-2012            | tip47           | -            |                                             |
| Faded                                                | 04-06-2012            | 07-07-2012            | tip53           | -            | met Lil Wayne                               |
| Bubble butt                                          | 29-05-2013            | 29-06-2013            | 24              | 10           | met Major Lazer, Bruno Mars & Mystic        |
| Wait for a minute                                    | 22-10-2013            | 02-11-2013            | 34              | 1            | met Justin Bieber                           |
| Bend ova                                             | 22-07-2014            | 04-10-2014            | tip72           | -            | met Lil Jon                                 |
| Ayo                                                  | 09-01-2015            | 17-01-2015            | tip12           | -            | met Chris Brown                             |
| Cheers                                               | 23-03-2015            | 04-04-2015            | 11              | 1            | met Ian Thomas                              |
| Ride out                                             | 17-02-2015            | 18-04-2015            | tip62           | -            | met Kid Ink, Wale, YG & Rich Homie Quan     |
| Do it again                                          | 04-05-2015            | 25-07-2015            | tip64           | -            | met Pia Mia & Chris Brown                   |
| Bitches n marijuana                                  | 26-05-2015            | 01-08-2015            | tip91           | -            | met Chris Brown & Schoolboy Q               |
| In my room                                           | 08-04-2016            | 05-12-2015            | tip49           | -            | met Yellow Claw, Ty Dolla $ign & DJ Mustard |
| Taste                                                | 18-05-2018            | 26-05-2018            | tip1            | -            | met Offset                                  |
| Swish                                                | 27-07-2018            | 04-08-2018            | tip15           | -            |                                             |
| Dip                                                  | 29-10-2018            | 10-11-2018            | tip             | -            | met Nicki Minaj                             |
| Girls have fun                                       | 25-01-2019            | 02-02-2019            | tip             | -            | met G-Eazy & Rich The Kid                   |
| Goddamn                                              | 15-04-2019            | 04-05-2019            | tip             | -            |                                             |
| Light it up                                          | 26-04-2019            | 04-05-2019            | tip             | -            | met Marshmello & Chris Brown                |
| Go loko                                              | 03-05-2019            | 01-06-2019            | tip21           | -            | met YG & Jon Z                              |
| Haute                                                | 07-06-2019            | 15-06-2019            | tip21           | -            | met J Balvin & Chris Brown                  |
| Loco contigo                                         | 14-06-2019            | 13-07-2019            | 9(3wk)          | 21           | met DJ Snake & J Balvin                     |

- Bibliothèque nationale de France: cb165194757 (data)
- Gemeinsame Normdatei: 1021704806
- International Standard Name Identifier: 0000 0003 6351 5733
- Library of Congress Control Number: n2010012812
- MusicBrainz: ce09ea31-3d4a-4487-a797-e315175457a0
- Virtual International Authority File: 227736397
- WorldCat: E39PBJqbfpbxhy3pdJ8VMhC84q